# Імена Ісуса Христа в Біблії
Імена Ісуса Христа в Біблії - це різні імена і титули що використовуються для позначення особи Ісуса в Новому Завіті.
У християнстві, імена Ісус і Еммануїл , що відносяться до Ісуса в Новому Завіті є Спасительними атрибутами. деякі з назв, які поступово використовуються в ранній Церкві, а потім з'явився в Новому Завіті були перейняті від єврейського контексту епохи, в той час як інші були обрані для позначення і підкреслення в Євангелії, і вченні Ісуса. У той час, деякі з цих титулів зібрали значне Христологічне значення.
Християни надають богословське значення Святого імені Ісуса. використання імені Ісуса в петиції підкреслюється в Євангелії від Івана 16:23 коли Ісус говорить: "коли чого попросите у отця в ім'я Моє, дасть вам."

## Імена
Захист від бурі. Іс. 32, 2. Дивовижний. Суд. 13, 18. Іс. 9, 5. Амінь. Об. 3, 14. Інший Іоан. 15, 13-15. Друг грішників. Мф. 11, 19. Старий днями. Дан. 7, 22. Ангел: Вих. 23, 20, 21. Ангел Завіту. Мал. 3, 1. Ангел Вічного. Вих. 3, 2. Суд. 13, 15-18. Зах. 1, 11, 12. Ангел лиця Божого. Іс. 63, 9. Посланник віри нашої. Євр. 3, 1. Посередник. 1Ів. 2, 1. Винуватець вічного спасіння. Євр. 5, 9. Добрий Пастир. Іс. 40, 11. Іоан. 10, 11, 14. Улюблений. Пісні. 5, 16. Улюблений Божий. Пс. 15, 10. Мф. 12, 18. Еф. 1, 6. Виноградна лоза. Іоан. 15, 1. Начальник воїнств Вічного. Нав. 5, 14, 15. Начальник церкви. Еф. 1:22, 5:23. Кол. 1, 18. Начальник або глава тіла - Церкви. Еф. 4, 15. Кол. 2, 19. Начальник та Виконавець віри. Євр. 12, 2. Глава всякого чоловіка. 1Кор. 11, 3. Начальник всієї влади. Кол. 2, 10. Христос. Дан. 9, 25, 26; Мф. 1:16, 16:16, 20, 26:63; Марк. 8:29, 14:61; Лк. 2:11, 9:20; Іоан. 1:41, 6:69, 10:24, 25, 11:27, 20:31; Дії. 2, 36; 1Ів. 5, 1 та ін. Христос Божий. Лк. 9, 20. Христос Господа. Лк. 2, 26. Початок та кінець. Об. 1: 8, 22:13. Початок Божого творіння. Об. 3, 14. Божий ближній. Зах. 13, 7. Вождь. Іс. 55, 4. Дан. 9, 25. Мф. 2, 6. Радник. Іс. 9, 5. Втіха Ізраїлю. Лк. 2, 25. Звершитель віри. Євр. 12, 2. Творець Ізраїля. Іс. 43, 15. Давид -  Єр. 30, 9. Ієзек. 34:23, 37:24, 25. Ос. 3, 5. Володар. Мих. 5, 2. Мф. 2, 6. Невимовний дар Божий. Іоан. 4, 10; 2 Кор. 9, 15. Елиаким. Іс. 22, 20. Обранець Божий. Іс. 42, 1. Мф. 12, 18. Лк. 23, 35. Еммануїл. Іс. 7, 14. Мф. 1, 23. Образ Іпостасі Божої. Євр. 1, 3. Дитя. Іс. 9, 5. Дитя Ісус. Лк. 2, 27, 43. Прапор (знамено) народів. Іс. 11, 10. Чоловік. Іс. 54, 5; Мф. 9:15, 25: 1, 10; Іоан. 3, 29; 2 Кор. 11, 2. Надія. Дії. 28, 20; 1 Тим. 1, 1. Вічний. Іс. 40: 3, 44: 6, 48:15.  Вічна наша правда. Єр. 33, 16. Зірка ранкова. 2Петр. 1, 19. Зірка ранкова блискуча. Об. 22, 16. Зірка, що сталася від Якова. Числ. 24, 17. Охоронець душ. 1 Петр. 2, 25. Приклад. Іоан. 13, 15; 1Петр. 2, 21; 1Ів. 2, 6. Вірний і правдивий. Об. 19, 11.    Поручитель завіту. Євр. 7, 22. Паросток. Зах. 3: 3, 6:12. Паросток праведний. Єр. 23: 5, 33:15. Слава Вічного. Іс. 40, 5. Слава Ізраїлю. Лк. 2, 32. Правитель Ізраїлю. Мих. 3, 1. Великий Пастир. Євр. 13, 20. Житло божества. Пс. 90, 9; 2 Кор. 5, 19; Кол. 2, 9. Спадкоємець за все. Євр. 1, 2. Людина. Дії. 17, 31; 1 Тим. 2, 5. Людина (друга). 1Кор. 15, 47. Людина страждань. Іс. 53, 3. Чоловік правиці Божої. Пс. 79, 17. Образ Божий. 2 Кор. 4, 1. Кол. 1, 15. Євр. 1, 3. Посередник. Іс. 53, 12. Рим. 8, 33, 34. Євр. 7, 25. Ісус. Мф. 1, 21, 25; Лк. 1:31, 2:21; Дії. 9: 5, 22: 8, 26:15; 1 Сол. 1, 10 та ін. Суддя живих і померлих. Дії. 10, 42. Суддя праведний. 2 Тим. 4, 8. Праведний. Дії. 3:14, 7:52. Законодавець. Як. 4, 12. Визволитель. Іс. 19, 20. Рим. 11,26. Лев від коліна Юди. Об. 5, 5.  Наріжний камінь. Еф. 2, 20. Посередник. 1 Тим. 2, 5; Євр. 8: 6, 9:15, 12: 24. Знехтуваний і зацькований людьми. Пс. 21, 6. Іс. 53, 3. Вісник Вічного. Мал. 2, 7. Месія. Іоан. 1:41, 4:25. Він Священнослужитель святині й правдивої скинії. Євр. 8, 2. Назарянин. Мф. 2, 23. Марк. 1, 24. Дії. 2: 22, 10:38, 22: 8. Приношення і жертва. Еф. 5, 2. Помазаник Вічного. Пс. 2, 2. Ав. 3, 13. Дії. 4, 26. Помазаник Св. Духа. Дії. 10, 38. Помазаник більше ніж  спільники Його. Пс. 44, 7 і Євр. 1, 9. Схід із висоти. Лк. 1, 78. Хліб життя. Іоан. 6, 3 Животворящий хліб небесний. Іоан. 6: 32-35, 50, 51. Мир. Еф. 2, 14. Пасха . 1Кор. 5, 7. Пастир (великий) овець. Євр. 13, 20. Пастир душ. 1Петр. 2, 25. Отець вічності. Іс. 9, 5. Немовля. Лк. 2:12, 16, 27, 40; Мф. 2:11, 13, 20. Камінь спотикання. Іс. 8, 14; Мф. 21, 44; Лк. 20, 18; Рим. 9, 33; 1Петр. 2, 7. Камінь наріжний. Пс. 117, 22; Іс. 28, 16; Мф. 21, 42; Марк. 12, 10; Лк. 20, 17; Дії. 4, 11; Еф. 2, 20; 1Петр. 2, 6, 7. Камінь наріжний обраний і дорогоцінний. 1 Петр. 2: 4, 6; Іс. 28, 16. Каменя випробуваний, наріжний, дорогоцінний. Іс. 28, 16. Камінь відкинутий. Пс. 117, 22; Мф. 21, 42; 1Петр. 2, 7. Камінь живий. 1Петр. 2: 3, 4. Насадження славне. Єз. 34, 29. Двері вівцям. Іоан. 10, 7, 9. Перший і останній. Іс. 44, 6; Об. 1:11, 17, 2: 8, 22:13. Первонароджений всякої тварі. Кол. 1, 15. Євр. 1, 6. Первородний між братами. Рим. 8, 29. Первісток з мертвих. Кол. 1, 18. Об, 1, 5. Первісток серед покійних. 1Кор. 15, 20, 23.  Первосвященик по чину Мелхиседека. Пс. 109, 4. Євр. 6, 20. Божа мудрість. Притч. 8, 22; 1 Кор. 1, 24. Святий. Дії. 3, 14. Об. 3, 7. Святий і праведний. Дії. 3, 14. Святий. Божий. Марк. 1, 24. Лк. 4, 34. Дії. 2:27, 13:35. Святий Ізраїлю. Іс. 41:14, 43: 3, 14, 47: 4, 54: 5. Святий Святих. Дан. 9, 24. Спасіння. Лк. 2, 30. Святилище. Іс. 8, 14. Спаситель. Іс. 43, 3; Лк. 2, 11; Іоан. 4, 42; Дії. 5:31, 13:23; Еф. 5,23; Філіп. 3, 20; 2Тим. 1, 10; Тит. 1: 4, 2:13, 3: 6; 2Петр. 1: 1, 11, 2:20, 3:18; 1Ів. 4, 14. Спаситель могутній. Лк. 1, 69. Насіння Авраама. Гал. 3, 16. Насіння дружини. Побут. 3, 15. Раб Божий. Іс. 42: 1, 52:13; Єз. 34, 24; Зах. 3, 8; Мф. 12, 18. Раб праведний. Іс. 53, 11. Сонце правди. Мал. 4, 2. Джерело проти гріха. Зах. 13, 1. Верховний. Дан. 7, 22, 27. Верховний пастир. 1 Петр. 5, 4. Верховний священнослужитель. Євр. 3: 1, 4: 14, 6:20, 7:26. Сяйво слави Божої. Євр. 1, 3. Свідок народам. Іс. 55, 4. Свідок вірний. Об. 1: 5, 3:14, 19:11. Заповідач. Євр. 9, 16, 17. Сильний. Пс. 44, 3, 4 Істинний. 1 Ів. 5, 20. Об. 19, 11. Істина. Іоан. 14, 6. Жертва умилостивлення. 1Ів. 2: 2, 4: 10. Життя. Іоан. 11:25, 14: 6; Кол. 3, 4; 1Ів. 1, 2. Життя вічне. 1Ів. 1: 2, 5:20.. Пророк. Втор. 18, 15. Дії. 3:22, 7:37. Лк. 24, 19. Іоан. 7, 40. Сила Божа. 1Кор. 1, 24. Корінь Єссеїв. Іс 11, 10. Рим. 15, 12.  Викуп за всіх. 1 Тим. 2, 6. Визволитель. Іов. 19, 25; Іс. 47: 4, 54: 5, 59: 20. Паросток від кореня Єссея. Іс. 11, 1. Воскресіння і життя. Іоан. 11, 25. Скала або камінь духовний. 1Кор. 10, 4.

### Ісус

#### Етимологія
Ім'я походить з івриту יְהוֹשֻׁעַיְהוֹשֻׁעַ‬ [Єгошуа`] і є теофорним ім'ям. Вперше згадується в біблійній традиції у книзі Вихід 17:9 з посиланням на Ісуса Навіна, одного з соратників Мойсея і його наступника на посаді лідера ізраїльтян. Це ім'я, припускають, складено з двох частин: יהויהו‬ Йехо і theophoric. Перша з них це посилання на ім'я Бога Ізраїлю Яхве, а друга – походить від івритського кореня трьохголосного р-š-ʕ або י-ש-ע, що значить: "щоб звільнити, врятувати".

## Титули

### Христос

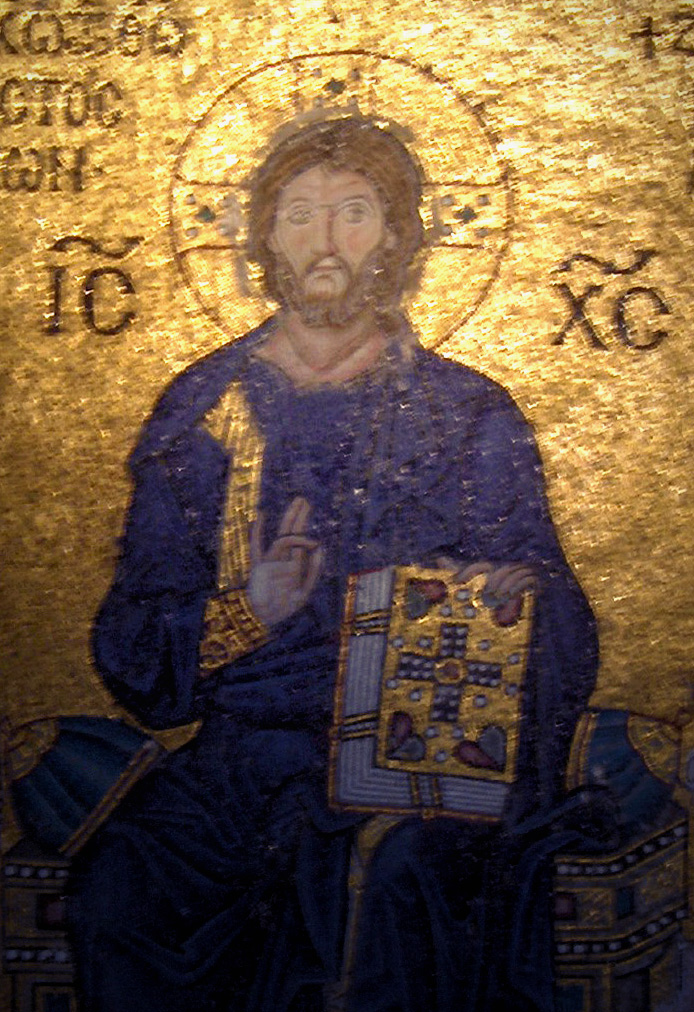
Мозаїка з спас Вседержитель з Монограмою ІС ХС

Титул Христос , що використовуються в українській мові походить від грецького ΧριστόςΧριστός (Хрістос), по Латинськи Christus (Крістус). Це означає "помазаник". Грецька мова запозичила переклад з івриту mashiaħ (מָשִׁיחַ) або Арамейської mshiħa (מְשִׁיחָא), від якого ми отримуємо українське слово Месія. Христос тепер став частиною імені "Ісус Христос", але спочатку це була назва (Месія) і не ім'я, однак його використання в "Ісус Христос" - це титул.
В Септуагінті версія єврейської Біблії (написано за століття до часів Ісуса), слово "Христос", було використане для перекладу на грецьку з єврейського машиах (Месія), що означає "помазаник". (інше грецьке слово, Месія з'являється у Даниїла 9:26 Псалмі 2:2.) у Новому Заповіті говориться, що Месія, довгоочікуваний, прийшов і називається він Спаситель, Христос.  У Матвія 16:16 Апостол Петро, і те, що стало відомим проголошення віри серед християн першого століття, сказав: "Ти-Христос, син Бога живого". В Івана 11:27 Марта каже Ісусові: "ти-Христос", як раз перед воскресінням Лазаря.
В Павлових посланнях слово Христос так тісно пов'язане з Ісусом, що
очевидно, що для ранніх християн немає необхідності стверджувати, що Ісус це Христос, тому що це постійно використовується ними. Тому Павло може використовувати термін "Христос" без плутанини, до кого він відноситься, і як в першому посланні до Коринтян 4:15 і Римлян 12:5 він може використовувати такі вирази, як "у Христі", щоб звернутися до послідовників Ісуса.
Символи, що представляють Христа  були розроблені першими християнами, наприклад символ Хі Ро , утворений накладенням двох перших літер грецького алфавіту із Христа ( грецька : "Χριστός" ), Хі = ч і Ро = р, для того щоб вийшло ☧.

### Господь
Господь Саваоф. Іс. 47: 4, 54: 5. Господь. Лк. 2, 11  ;  Ів. 13:14, 20:28 Дії. 2, 36; Рим. 1, 4; 1 Кор. 8: 6, 12: 3; Філіп. 2, 11 та ін. Господь слави. 1Кор. 2, 8. Пан над панами. 1 Тим. 6, 15. Об. 17:14, 19:16. Господь Неба. 2 Кор. 15, 47. Господь всіх. Дії. 10, 36. Рим. 10, 12. Господь Бог всемогутній. Об. 15, 3. Господь Ісус. Дії. 7:59, 8:16, 19:17, 21: 13; 1Кор. 1, 1, 23; 1 Сол. 2, 15; Об. 22, 20 та ін. Господь Ісус Христос. Дії. 16, 31; Рим. 5, 1; 1Кор. 8, 6; Еф. 1, 3; 1 Сол. 3, 13; Євр. 13, 20; 1Петр. 1, 3 та ін. Господь нам праведність. Єр. 23, 6. Пан суботи. Мф. 12, 8. Марк. 2, 28. Лк. 6, 5.

### Бог
Бог  Пс. 44, 6, 7; Іс. 35: 4, 40: 9; Іоан. 1: 1, 20:28; Рим. 9, 5; 1 Тим. 3, 16; Євр. 1, 8, 9; 2 Петр. 1, 1; 1 Ів. 5, 20. Бог благословенний навіки. Рим. 9, 5. Бог сильний і могутній. Іс. 9, 5. Бог усієї землі. Іс. 54, 4. Учитель (один). Мф. 23, 8, 10. Учитель, що прийшов від Бога. Іоан. 3, 2. Істинний Бог. 1Ів. 5, 20

### Учитель
Мф. 8:19, 23: 8; Іоан. 13, 13, 14.

### Логос (слово)
Слово. Іоан. 1, 1, 14; 1Ів. 5, 7. Слово Боже. Об. 19. 13. Пастир. Зах. 13, 7; Єз. 34, 23; 1Петр. 5, 4.

### Єдиний Син Отця
Іоан. 1:14, 3:16, 18; 1 Ів. 4, 9. Основа. Іс. 28, 16; 1Кор. 3, 11; Еф. 2, 20. Брат. Мф. 12:50, 25:40; Марк. 3, 35; Євр. 2, 11, 17.

### Син Божий
Пс. 2, 7; Євр. 1, 5; Мф. 8:29, 16:16, 26:63; Марк. 1: 1, 3:11; Лк. 1, 35; Іоан. 1:49, 6: 69, 10:36 11:27; Дії. 8, 37; 1 Кор. 1, 9; Гал. 4, 4; 1 Ів. 5, 5.

### Син Улюблений
Мф. 3:17, 17: 5; Марк. 1: 11, 9: 7; Лк. 3:22, 9:35; Кол. 1, 13; 2Петр. 1, 17.

### Син Людський
Пс. 79, 17; Дан. 7, 13; Мф. 8:20, 9: 6, 16:13; Марк. 8:38, 9:12, 31; Лк. 19, 10; Іоан. 5, 27; Дії. 7, 56 та ін.

### Син Давида
Мф. 1: 1, 9:27, 15:22, 20:30, 21: 9. Марк. 10, 47. Лк. 18:38, 20:41 та ін. Корінь і рід Давидів. Об. 5: 5, 22: 16.

### Син Вишнього і Благословенного
Син Вишнього. Лк. 1, 32.  Син Благословенного. Марк. 14, 61. Святий Син Ісус. Дії. 4, 30.

### Агнець Божий
Агнець. 1 Петр. 1, 19; Об. 5: 6, 12, 7:10, 13: 8, 14: 1, 17:14, 21: 6, 22. Агнець Божий. Іоан. 1, 29, 36. Рада народу. Іс. 42, 6. Алфа і Омега. Об. 1: 8, 11, 21: 6, 22:13.

### Новий Адам / Другий Адам / Останній Адам
Адам (останній). 1Кор. 15, 45.

### Світло для світу
Світло. Іоан. 1: 8, 9, 12:35 36. Світло світу. Іоан. 8:12, 9: 5, 12:46. Світло народів або язичників. Іс. 42: 6, 49: 6, 60: 3; Лк. 2, 32. Світло людей. Іоан. 1, 4. Світлом правдиве. Іоан. 1, 9. Світло (велике). Мф. 4, 16.

### Цар юдейський
Перший цар Ізраїлів. Єз. 34:24, 37:25. Мих. 5, 1. Цар блаженний. 1 Тим. 6, 15. Цар світу. Іс. 9, 5. Цар життя. Дії. 3, 15. Цар царів земних. Об. 1, 5. Цар порятунку. Євр. 2, 10. Цар і Спаситель. Дії. 5, 31.  Цар царів. 1 Тим. 6, 15. Об. 17:14, 19: 16. Цар юдеїв. Мф. 2: 2, 27:37; Марк. 15, 26; Лк. 23, 38; Іоан. 18:39, 19:19. Цар Ізраїлів. Іс. 44, 6. Єзек. 37, 24. Іоан. 1, 49. Цар слави. Пс. 23, 7-10. Цар святих. Об. 15, 3. Цар Сіону. Зах. 9, 9. Мф. 21, 5. Іоан. 12, 15. Блаженний і єдиний Цар. 1 Тим. 6, 15.